# 华夏电视台
华夏电视台（英語：Pacvia TV，原英文名Cathay TV）是美国的一家中文电视台，1999年由华夏视听环球传媒投资成立，总部位于美国洛杉矶。华夏电视台以播出中国大陆电视剧及综艺节目为主，覆盖北美全境及南美部分地区，2005年成为长城平台美国平台17个成员频道中唯一非大中华地区电视台。